# El shock del futuro
Future Shock es un libro escrito por el futurista Alvin Toffler en 1970. 
En el libro, Toffler define el término shock futuro como un estado psicológico concreto que afecta tanto a individuos como a sociedades enteras. La definición más corta del término es la percepción personal de "demasiado cambio en un período de tiempo demasiado corto".
El libro, que se convirtió en un superventas a nivel internacional, se escribió a partir del artículo "The Future as a Way of Life" aparecido en la revista Horizon, en verano de 1965. Traducido a multitud de idiomas, ha vendido más de seis millones de copias en todo el mundo.
En 1972 aparece un documental basado en el libro, con Orson Welles como narrador.

## Tema
Toffler argüía que la sociedad está llevando a cabo un cambio estructural gigantesco en el paso de una sociedad industrial a super-industrial y posindustrial. Este cambio sobrepasa y agobia a muchas personas. 
Toffler piensa que el grado tan acelerado de cambio tecnológico y social deja a muchas personas desconectadas y sufriendo de desorientación y fuerte estrés. Así, la mayor parte de problemas sociales son síntomas de este llamado Future Shock. 
En el desarrollo de este concepto aparece y se hace popular el término "information overload" o sobrecarga informativa. Su análisis del fenómeno de la sobredosis de información es continua en sus publicaciones posteriores, especialmente en el libro La tercera ola (The Third Wave)  y Powershift.

En la introducción del ensayo "Future Shlock" en su libro, Conscientious Objections (Objeciones Conscientes), Neil Postman escribe: 
"En algún momento a mediados de 1963, mi colega Charles Weingartner y yo entregamos en conjunto una comunicación al Consejo Nacional de Educadores del Idioma Inglés National Council of Teachers of English. En dicha comunicación usamos la frase "Choque del Futuro" como una forma de describir la parálisis social inducida por un rápido cambio tecnológico. Hasta donde sé, Weingartner y yo fuimos las primeras personas en usar dicha frase en un foro público. Por supuesto, ni Weingartner ni yo teníamos la mente para escribir un libro titulado "El Choque del Futuro", y todo el crédito debe dársele a Alvin Toffler por haber reconocido una buena frase cuando ésta se presenta" (p. 162).

## Características de la sociedad posindustrial
- Ramas enteras de la industria desaparecen y aparecen otras. Esto impacta brutalmente sobre trabajadores que se ven obligados a un aprendizaje totalmente diferente así como a cambiar de localidad de residencia para encontrar un nuevo trabajo. Este cambio de residencia puede implicar cambios en amigos, escuela o contacto con la familia, lo que resulta en relaciones personales más superficiales con un gran número de personas en lugar de relaciones cercanas y más estables.

- Las personas de la sociedad posindustrial cambian de profesión y lugar de trabajo frecuentemente, con lo que hacen varios recorridos laborales a lo largo de su vida. El conocimiento de un ingeniero queda obsoleto en diez años. Mucha gente busca cada vez más trabajos temporales por esta razón.

- Muchos bienes se han convertido en objetos desechables, ya que el coste de la reparación o su limpieza es mayor que el coste de un objeto nuevo debido a la producción en masa.

- El diseño de los bienes caduca rápidamente: aparece una segunda generación de ordenadores antes del final de la vida útil esperada de la primera generación. Es además posible alquilar casi cualquier cosa, lo que elimina la necesidad de posesión. El cambio constante en el mercado también supone un reto para el ámbito del marketing, debido a objetivos cambiantes.

## Lecturas
- Future Shock Levels by Eliezer Yudkowsky
- Future Shock Level Analysis by Michael Anissimov